# Augustin Wolfgang von Baltzar
Augustin Wolfgang von Baltzar, född 7 november 1715 på Vachen i Svenska Pommern, död 15 december 1795 i Kalmar, var en svensk militär.
Augustin Wolfgang von Baltzar var son till överstelöjtnant Jakob von Baltzar och Margareta Elisabet von Hollen. Han blev volontär vid garnisonsregementet i Malmö 1731, sergeant där 1732, fänrik vid Cronhielmska regementet, löjtnant där 1732, kapten 1743, major 1749 och överstelöjtnant i armén 1760. År 1763 blev von Baltzar överstelöjtnant vid Tavastehus regemente, 1764 överstelöjtnant vid Södermanlands regemente,  1766 överste i armén med tur från 1763 och 1772 överstelöjtnant vid Jönköpings regemente. Han var överste och chef för Österbottens regemente under 1772 och därefter chef för Kalmar regemente 1772–1778. År 1775 blev von Baltzar befordrad till generalmajor. Han blev 1750 riddare av Svärdsorden.